# Macrotylus salviae
Macrotylus salviae är en insektsart som beskrevs av Philip Reese Uhler 1890. Macrotylus salviae ingår i släktet Macrotylus och familjen ängsskinnbaggar. Inga underarter finns listade i Catalogue of Life.